# Килдоррери
Килдоррери (англ. Kildorrery; ирл. Cill Dairbhe, «дубовая церковь») — деревня в Ирландии, находится в графстве Корк (провинция Манстер).

## Демография
Население — 213 человек (по переписи 2006 года). В 2002 году население составляло 215 человек.
Данные переписи 2006 года:
| Общие демографические показатели |               |                               |                               |      |      |
| Всё население                    | Всё население | Изменения населения 2002—2006 | Изменения населения 2002—2006 | 2006 | 2006 |
| 2002                             | 2006          | чел.                          | %                             | муж. | жен. |
| 215                              | 213           | −2                            | −0,9                          | 102  | 111  |